# Следствие ведут ЗнаТоКи. Из жизни фруктов
«Следствие ведут ЗнаТоКи. Из жизни фруктов» — художественный детективный фильм 1981 года. 16-й фильм из серии «Следствие ведут ЗнаТоКи».
Основой фильма послужили реальные события на Покровской овощебазе. В картине впервые упоминается о существовании мафии в сфере сбыта продуктов питания в СССР. 
Пример второго поколения «Знатоков», когда серии снимались уже в цвете и в формате телевизионного фильма. 
Картина подняла острые вопросы морального разложения и чисто потребительского отношения к социалистической собственности.

## Сюжет
Майора Знаменского включают в группу комитета народного контроля, расследующей многочисленные случаи злоупотреблений на плодоовощной базе, которой заведует Антонина Михайловна Чугунникова. Представители группы обнаруживают, что пропажа нескольких грузовиков овощей — рядовое явление на базе. Знаменский, занимающийся поиском бесследно исчезнувших трёх вагонов с помидорами, очень быстро понимает, что столкнулся со сложившейся преступной группировкой, которая, пользуясь объективными сложностями учёта и несовершенством системы контроля, занимается систематическими хищениями в особо крупных размерах. Доказать хищения очень трудно, так как они маскируются под естественную убыль, недогрузы при поставке и порчу при транспортировке, а правила списания бракованных грузов таковы, что их физически невозможно выполнить, не привлекая в качестве мнимых «независимых свидетелей» местных пьяниц, которые за стакан водки подпишут всё, что угодно. Директор, при прямом попустительстве которой происходят хищения, формально ни за что не отвечает: все документы на грузы подписывают кладовщики.
Одновременно с этими событиями, Томин, по чистой случайности, участвует в разборе избиения торговца на овощном рынке: очевидно, что группа перекупщиков, которой руководит некто Шишкин по прозвищу «Синьор Помидор», просто пыталась выгнать конкурента с рынка, но доказать это невозможно — задержанный за драку Шишкин выдавать соучастников отказывается и твёрдо стоит на том, что организовал нападение на торговца из-за того, что тот его обсчитал.
Чтобы задержать расследование и избавиться одновременно от обоих мешающих им работников милиции, члены группировки организовывают провокацию: в милицию поступает письмо, в котором Знаменского обвиняют в получении взятки от кладовщика базы Малахова, а Томина — в посредничестве при даче этой взятки. В доказательство предъявляется фото, где Томин снят якобы в момент встречи с Малаховым, а Знаменскому переводят на счёт в сберегательной кассе крупную сумму денег. Начинается служебное расследование, которое ведёт подполковник Саковин. Старый друг и однокашник Знатоков, он, тем не менее, ведёт расследование вполне серьёзно и основательно. Подозрения подкрепляются тем, что именно Малахов, как выясняет проверка, перевёл на сберкнижку Знаменского деньги, а Знаменский, в свою очередь, уверенно исключает кладовщика из числа подозреваемых, так что и дача взятки, и «отработка» её, казалось бы, налицо.
Обвинение в адрес Знаменского и Томина удаётся опровергнуть. Фотография оказывается монтажом, а Малахов — не вполне здоровым человеком, отличающимся повышенной внушаемостью и склонностью к фантазированию. Он действительно положил деньги на книжку Знаменского, но сделал это по наущению истинных преступников. Параллельно Томину удаётся задержать с поличным рыночных перекупщиков, обеспечивавших сбыт украденного на базе товара. Как выясняется, рыночные перекупщики и расхитители на базе — одна компания; через рынок и сбываются похищенные на базе продукты.
Работа группы народного контроля завершена, факты хищений подтверждены, их механизм вскрыт. Чугунникова знает, что, настаивая на невиновности работников, она, скорее всего, сможет оправдаться, но неожиданный удар она получает от собственной дочери. В студенческие годы Чугунникова родила дочь от сокурсника, который считался её женихом, но отказался жениться, узнав что невеста беременна. Чтобы не носить позорное клеймо «матери-одиночки» самой и не травмировать дочь (детей матерей-одиночек в те времена зачастую третировали), Чугунникова каким-то образом смогла получить документы, по которым стала законной вдовой генерала, погибшего на службе; дочери рассказывали о мнимом «отце», в семье отмечали «день рождения папы», «день гибели», в комнате стояло «папино кресло», на стене висел его портрет, мать даже специально возила дочь, чтобы показать ей якобы их бывшую дачу в элитном посёлке. А теперь дочь, уже взрослая девушка, студентка, по чистой случайности узнала, что всё это — ложь. Происходит бурное выяснение отношений.
На следующий день, на итоговом заседании комиссии от Чугунниковой требуют объяснений по поводу вскрытых на её базе злоупотреблений. Открыв папку с документами, которыми она собиралась опровергать выводы контролёров, Чугунникова видит сверху записку дочери: «Мама, если хочешь, чтобы я осталась с тобой — будь честной». Она отказывается от оправданий и объявляет, что полностью полагается на решение комиссии. В результате принимается решение об отстранении Чугунниковой от заведования базой и передаче всех собранных материалов в органы внутренних дел для возбуждения уголовного дела в отношении расхитителей.Прототипом Чугунниковой является легендарная Галина Падальцына - тогдашний директор Покровской овощной базы.

## Роли и исполнители

### Главные роли
- Георгий Мартынюк — Знаменский
- Леонид Каневский — Томин
- Эльза Леждей — Кибрит

### В ролях
- Геннадий Фролов — подполковник Евгений Львович Саковин
- Юрий Каюров — Пётр Никифорович, глава группы народного контроля
- Леонид Куравлёв — Иван Малахов, кладовщик
- Евгения Уралова — Антонина Михайловна Чугунникова, директор овощебазы
- Александра Ровенских — Елена Чугунникова, дочь Антонины Михайловны, студентка
- Андрей Сорокин — Саша, студент
- Евгений Лазарев — Владимир Тарасович Васькин, начальник цеха
- Владимир Коровин — Панко, садовод-частник
- Николай Скоробогатов — директор рынка — в серии «Свидетель» выступил в роли отца Алексея
- Юрий Лученко — Шишкин, рыночный делец
- Владимир Бурлаков — Феоктистов, работник автобазы
- Александр Михайлушкин — Леонид Викулов, бригадир грузчиков на овощебазе
- Анатолий Щукин — Демидыч, работник овощебазы
- Вячеслав Персиянов-Дубров — весовщик Лобов
- Борис Новиков — Николай Старухин
- Нина Белобородова — жена Старухина (2-я серия)
- Николай Пеньков — старший лейтенант милиции
- Геннадий Крынкин — Михаил Юрьевич, начальник Чугунниковой. Ранее играл участкового Скалкина в серии «Побег».
- Татьяна Пивоварова — член городского комитета народного контроля
- Борис Петелин — Герой Социалистического труда, член городского комитета народного контроля
- Светлана Садковская — сестра фотографа
- Валерий Абрамов — милиционер
- Евгений Быкадоров — грузчик
- Александр Балуев — работник овощебазы (эпизодическая роль)
- Алексей Горячев — парень «с часами», ведущий слежку за Томиным